# Keitele
Keitele – gmina w centralnej Finlandii, sąsiaduje z gminami Pielavesi, Pihtipudas, Tervo, Vesanto i Viitasaari. Zamieszkana przez 2546 osób.